# George Schoener
George Schoener, ó Georg Schöner (21 de marzo de 1864 en Steinbach, Baden-Wurtemberg Alemania – 2 de octubre de 1941 en Santa Clara, California) fue un sacerdote católico, rosalista alemán de nacimiento y estadounidense de adopción. 
Llegó a se conocido en los Estados Unidos como Padre of the Roses por sus experimentos en creación de nuevas rosas, especialmente en el uso de las especies silvestres. Sin embargo sólo dos de sus creaciones han sobrevivido hasta hoy: 'Arrilaga' y 'Schoener's Nutkana'.

## Biografía
Él nació en una familia campesina de Steinbach, Baden-Wurtemberg en [Àlemania]]. Estudió en Engelberg y Einsiedeln desde 1883 a 1889. Una tía le permitió emigrar a Estados Unidos, donde se convirtió en un sacerdote en Pittsburgh (Pennsylvania). 
Afligido por las enfermedades, terminó viviendo en Brooks (Oregón) en 1911, donde la creciente actividad del cultivo de las rosas en las inmediaciones de Portland llamó su interés. 
Buscó en las colinas cercanas a los especímenes de las especies silvestres, tales como Rosa nutkana.
Un incendio en 1915 destruyó la iglesia y la casa. En 1917 se trasladó a Santa Bárbara (California).
En 1939 obtuvo un puesto en la Universidad de Santa Clara de Santa Clara (California), pero murió apenas dos años más tarde.
El Georg-Schöner-Schule en Steinach lleva el nombre en su honor.

## Galería de imágenes

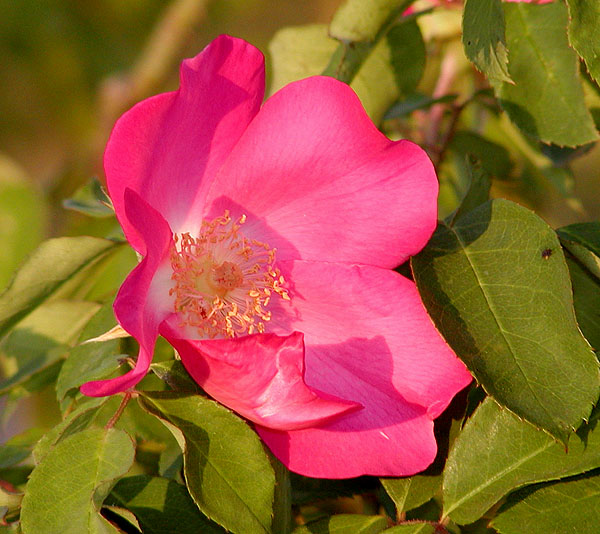
'Schoener's Nutkana' Schoener 1930.